# Bathygobius andrei
Bathygobius andrei és una espècie de peix de la família dels gòbids i de l'ordre dels cipriniformes que es troba des de Costa Rica fins al nord del Perú.